# Xantholobus nitidus
Xantholobus nitidus är en insektsart som beskrevs av Van Duzee. Xantholobus nitidus ingår i släktet Xantholobus och familjen hornstritar. Inga underarter finns listade i Catalogue of Life.